# قرار مجلس الأمن التابع للأمم المتحدة رقم 1253
قرار مجلس الأمن التابع للأمم المتحدة رقم 1253، الذي اتخذ بدون تصويت في 28 تموز / يوليو 1999، بعد دراسة طلب مملكة تونغا للانضمام إلى عضوية الأمم المتحدة، أوصى المجلس الجمعية العامة بقبول تونغا، وبذلك يصبح مجموع أعضاء الأمم المتحدة 188.

## روابط خارجية
- نص القرار في undocs.org